# アルマゲドンの夢
『アルマゲドンの夢』 (アルマゲドンのゆめ、英: A Dream of Armageddon)は、日本の作曲家、藤倉大が2018年から2019年にかけて作曲した全1幕9場からなるオペラである。
作品は、ハーバート・ジョージ・ウェルズの短編SF小説「世界最終戦争の夢」を原作としており、台本はハリー・ロスが担当した。

## 作曲の経緯
作品は、指揮者の大野和士が新国立劇場で進めていた日本人作曲家委嘱シリーズの一環として、西村朗のオペラ「紫苑物語」に続く第2弾として委嘱された。委嘱にあたり、大野は藤倉に「今日的意義をもった題材にしてほしい」というリクエストをつけた。
藤倉は題材の選考にあたって、有名な作家によるマイナーな短編を探し、結果的に「タイムマシン」や「宇宙戦争」で知られるウェルズの「世界最終戦争の夢」が選ばれた。

## 初演
世界初演は2020年11月15日に、大野和士指揮、東京フィルハーモニー交響楽団演奏、リディア・シュタイアー演出のもと、新国立劇場オペラパレスで初演された。

## 配役
| 役名                   | 初演時の役者         |
| ---------------------- | -------------------- |
| クーパー・ヒードン     | ピーター・タンジッツ |
| フォートナム・ロスコー | セス・カリコ         |
| ベラ・ロッジア         | ジェシカ・アゾーディ |
| インスペクター         | 加納悦子             |
| 歌手 (冷笑者)          | 望月哲也             |